# Murbremse
Eine Murbremse (auch Murenbremse) ist ein Bauwerk zum Schutz vor Muren. Das Konstruktionsprinzip ist ein horizontal liegender Rechen der an geeigneter Stelle im Auslauf eines zu erwartenden Murgangs installiert wird. Durch diesen Rechen fallen alle kleineren Bestandteile während die größeren Felsen obenauf liegenbleiben. Dadurch werden die größeren Massen mit einem entsprechend großen Anteil an schiebender Kraft von dem „flüssigeren“ Anteil getrennt und so der Lauf wirksam gebremst und die Mure aufgestaut. Eine Murbremse wurde beispielsweise im Jahr 1992 in Randa VS, im schweizerischen Mattertal nach japanischem Vorbild installiert.